# Isis-Tempel (Pompeji)

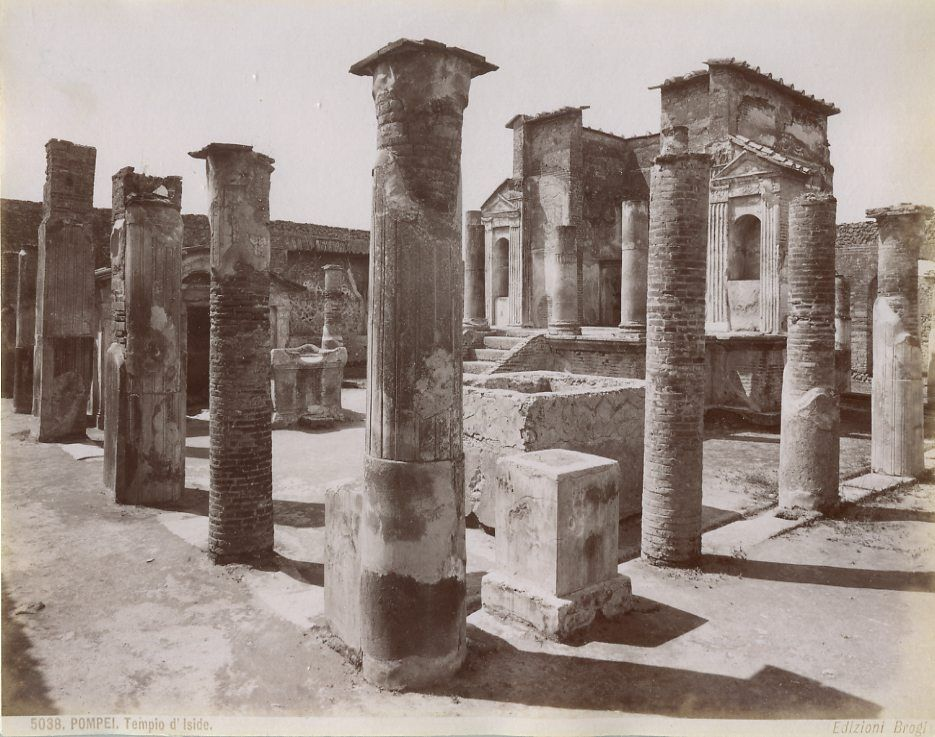
Der Isis-Tempel um 1870

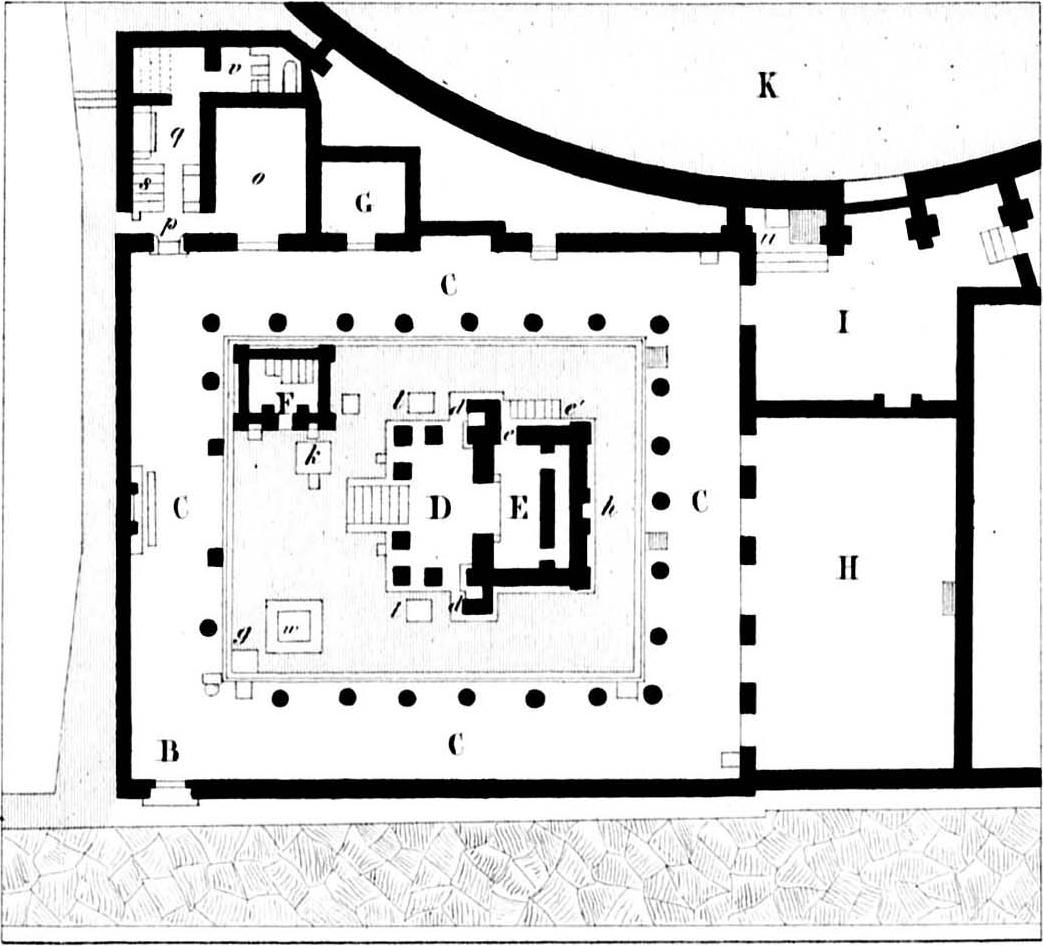
Plan des Isis-Tempels (Norden ist unten links)

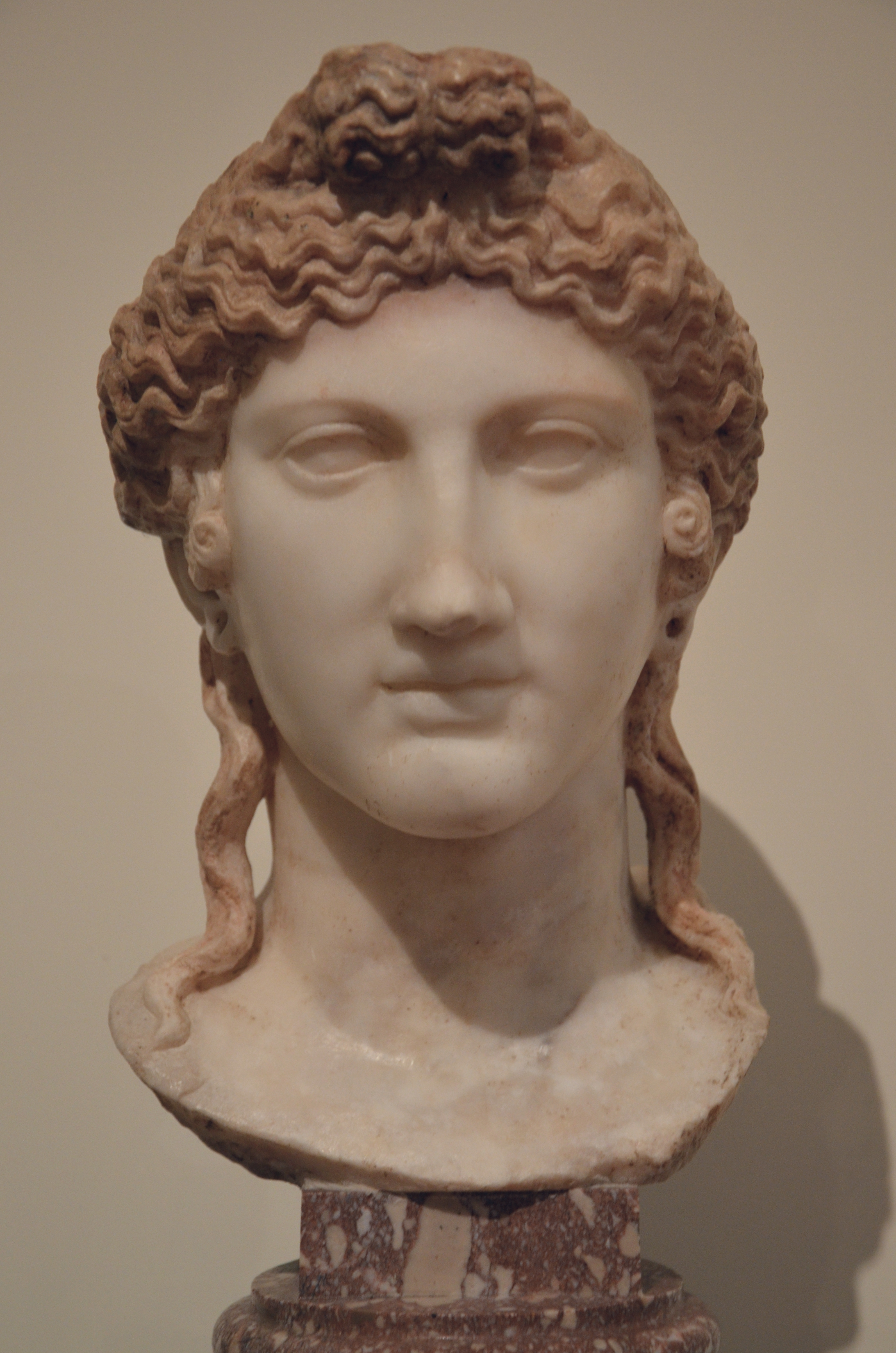
Marmorkopf der Isis von einer Kompositstatue (Akrolith)

Der Isis-Tempel (als aedes Isidis in einer Inschrift bezeichnet) in Pompeji gehört zu den bestdokumentierten Tempeln dieser Göttin im römischen Reich. Er liegt im Süden der Stadt, nördlich des Theaters, neben dem Heiligtum des Zeus Meilichios. Der Tempel wurde 1764 entdeckt, was damals einige Aufregung verursachte. Es handelte sich um den ersten Tempel, der in Pompeji ausgegraben wurde, sowie um den ersten bekannten Isis-Tempel überhaupt. Am Eingang des Tempelkomplexes befindet sich eine Inschrift (heute nur eine Kopie vor Ort, das Original ist im Archäologischen Nationalmuseum Neapel, Inv. Nr. 3765), nach der der Tempel von Numerius Popidius Celsinus erbaut wurde. Die Inschrift belegt einen Neubau des Tempels nach dem Erdbeben von 62 n. Chr. Der Vorgängerbau wurde wahrscheinlich am Ende des 2. oder am Beginn des 1. Jahrhunderts v. Chr. errichtet.

## Architektur
Der Tempelbezirk ist von einer im Grundriss rechteckigen Umfassungsmauer umgeben. Die Innenseite der Mauer war aufwendig mit Malereien im vierten Stil dekoriert, die heute nicht mehr vor Ort erhalten sind. Der Haupteingang lag im Nordwesten an der heute so genannten Via del tempio d’Iside. Alle Bauten innerhalb der Mauer scheinen aus der Zeit nach dem Erdbeben zu stammen. Vom Eingang gelangt man in einen von Säulen umgebenen Hof mit jeweils acht Säulen dorischer Ordnung an den Langseiten, sieben an der Rückseite und vier Säulen sowie zwei Pfeilern an der Front, der damit eine vierseitige Portikus (Quadriportikus) bildet. Der ursprüngliche Hof hatte zehn mal acht Säulen. Sie haben eher grobe Formen und waren einst reichlich mit Stuck überzogen. In der Mitte des Hofes steht der eigentliche Tempel. Er ist mit 8,15 mal 6,27 Meter breiter als tief und steht auf einem Podium, auf das man über eine vorgelagerte und in die tetrastyle Säulenstellung der Front einschneidende Treppe gelangt. Hier stehen Tuffsäulen korinthischer Ordnung. Links und rechts vom Eingang befinden sich kleine Kapellen mit Nischen, in denen einst Statuen standen. Die eigentliche Cella ist breitrechteckig. Der Bau ist außen mit Stuck dekoriert, der wiederum Quader nachahmt und ähnelt damit Dekorationen des ersten Stils römischer Wanddekoration. Die Dekoration an der Frontseite orientiert sich an dem vierten Stil, der zur Zeit der Renovierung vorherrschte. Das Innere zeigt stuckierte Marmorplatten und ist daher sehr einfach. Figürliche Motive fehlen weitestgehend. Der Boden war mit opus sectile und opus tessellatum (Mosaik) ausgelegt. Davon ist heute nichts mehr erhalten. Die einfache Dekoration des ersten Stils datiert mit Sicherheit nach dem Erdbeben und mag als Referenz zu einem altertümlichen Stil gewertet werden. Links vor dem Tempel befindet sich ein Purgatorium, ein Reinigungsriten dienender, nicht überdachter Bau, in dem einst Nilwasser in einem Krug aufbewahrt wurde. Eine Treppe im Innern führt in einen unterirdischen Raum. An den Außenwänden ist der Bau mit figürlichen Stuckaturen dekoriert.
An der Rückseite des Tempels befindet sich eine Nische, in der sich eine Bacchus-Statue fand.
Hinter dem eigentlichen Tempel liegt eine größere Halle. Es mag sich um einen Versammlungsraum für Gläubige handeln (Ekklesiasterion). Der Boden ist mit einem Mosaik dekoriert, das einen Bruder von Numerius Popidius Celsinus und beider Mutter Corelia Celsa nennt. Es ist heute verloren. Die Familie ist ansonsten nicht belegt. Der Raum war einst mit Malereien des vierten Stiles ausgemalt. Bildfelder zeigen ägyptische Landschaften, aber auch Episoden aus dem Mythos der Io. In einem anschließenden Raum fanden vielleicht Initiationsriten statt. Hier fanden sich diverse Statuen, darunter auch eine ägyptische mit einer Hieroglypheninschrift. In der Südwestecke des Bezirkes liegt eine kleine Raumgruppe mit Küche, Schlafzimmer und Tricinium, die vielleicht dem Priester der Isis als Wohnräume diente.

## Die Wandmalereien

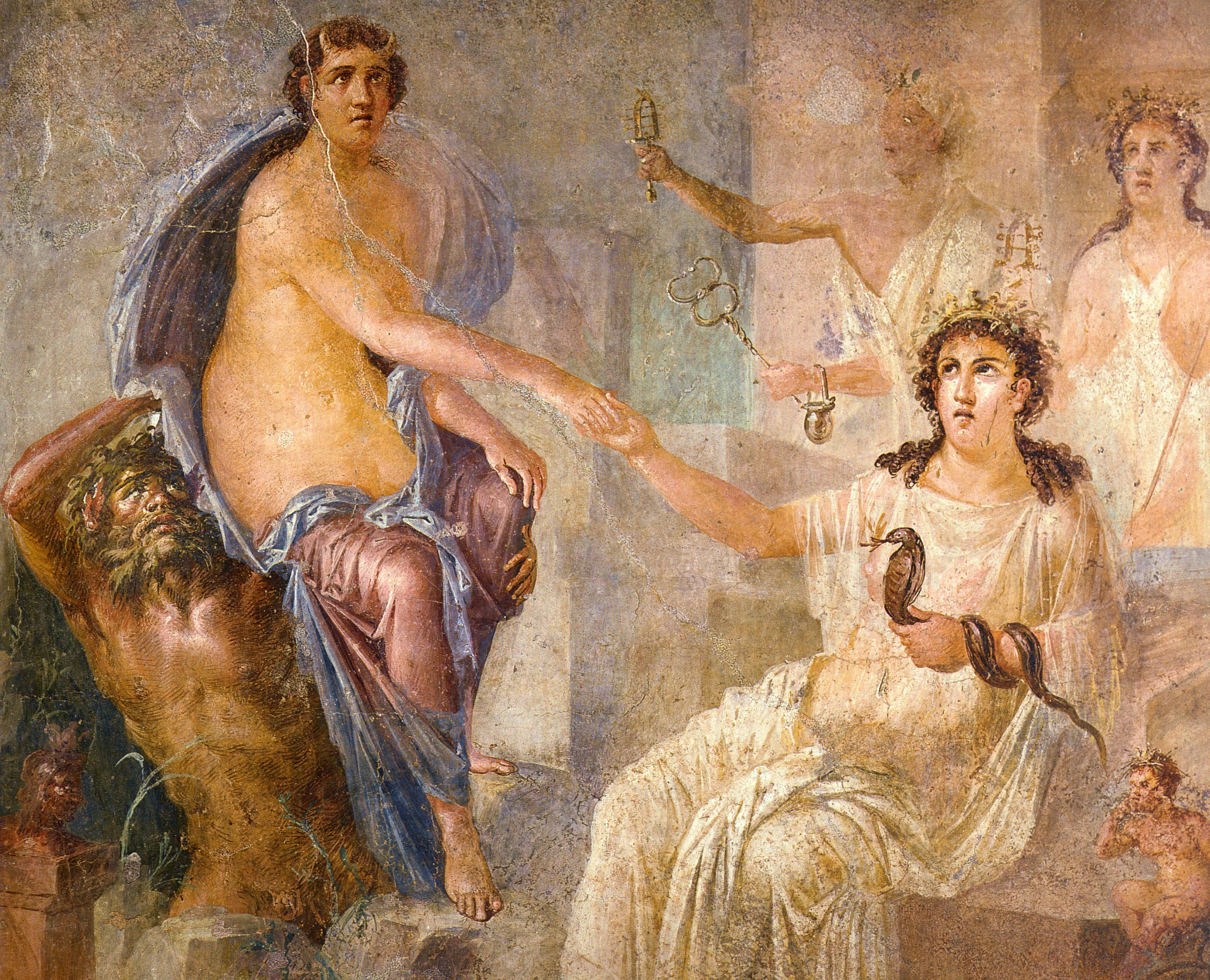
Io (mit Hörnern) wird von Isis (rechts, eine Kobra haltend und mit einem Krokodil zu ihren Füßen) in Ägypten begrüßt

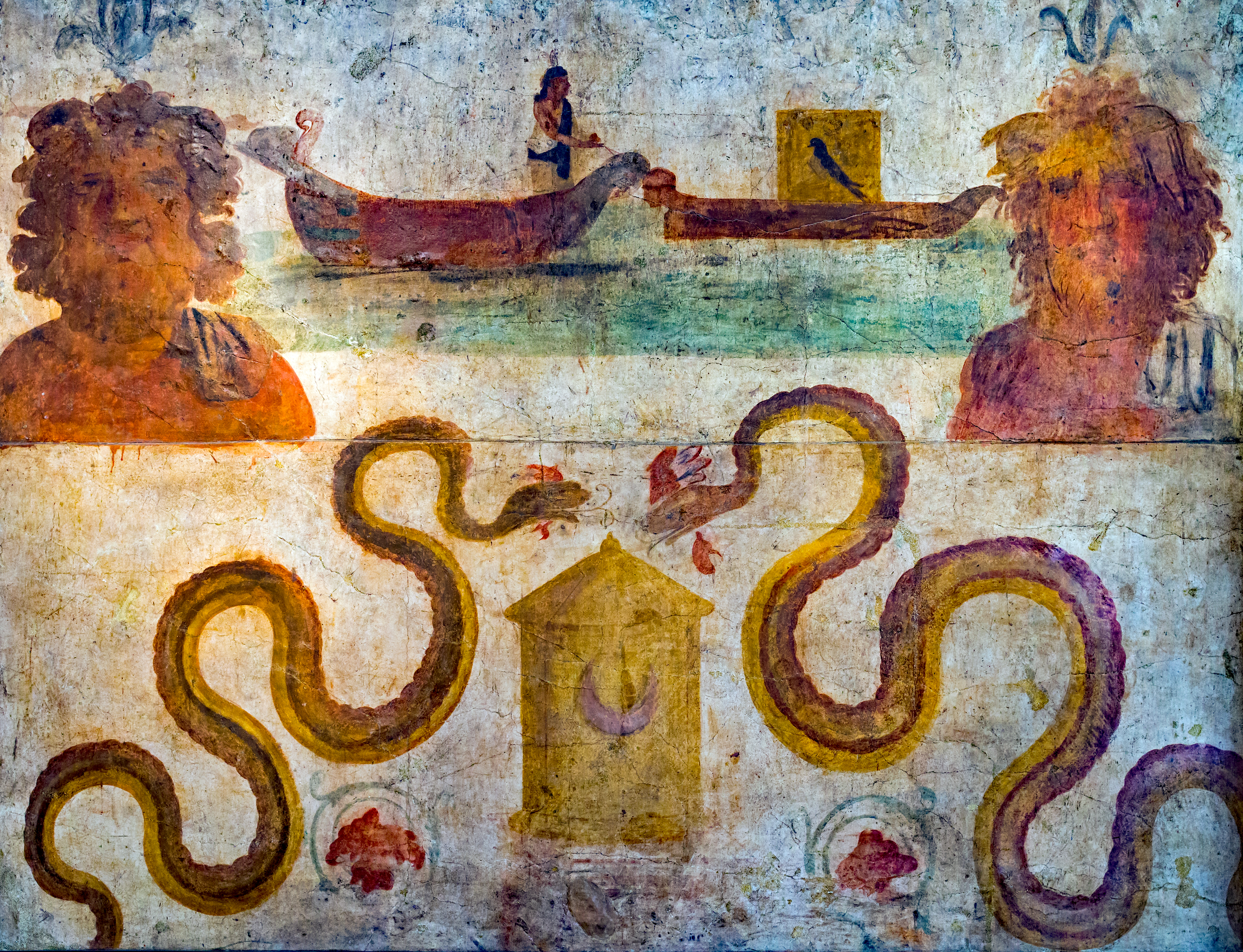
Isis in einem Boot findet die Reste ihres Gemahls Osiris in einem Kasten

### Wandmalereien aus den Portiken
Die Portiken waren reicht mit Malereien dekoriert. Es fand sich hier eine Felderdekoration, die typisch für den vierten Stil ist. In der Sockelzone befanden sich gelbe Felder, in denen sich Meeresmonster und Sphingen, die sich mit Medusen-Köpfen abwechseln, gemalt befinden. Die Hauptzone bestand aus zarten gemalten Architekturen, die sich mit großen, roten Feldern abwechseln. Die Oberzone war weiß mit gemalten Architekturen. In den Architekturen fanden sich kleine Bilder von Landschaften, Stillleben mit Tieren und Mahlzeiten. Es gab mindestens acht Darstellungen von Seeschlachten. Auf den roten Feldern befanden sich kleine Vignetten von Landschaften, aber auch die Darstellungen von zwölf Priestern.

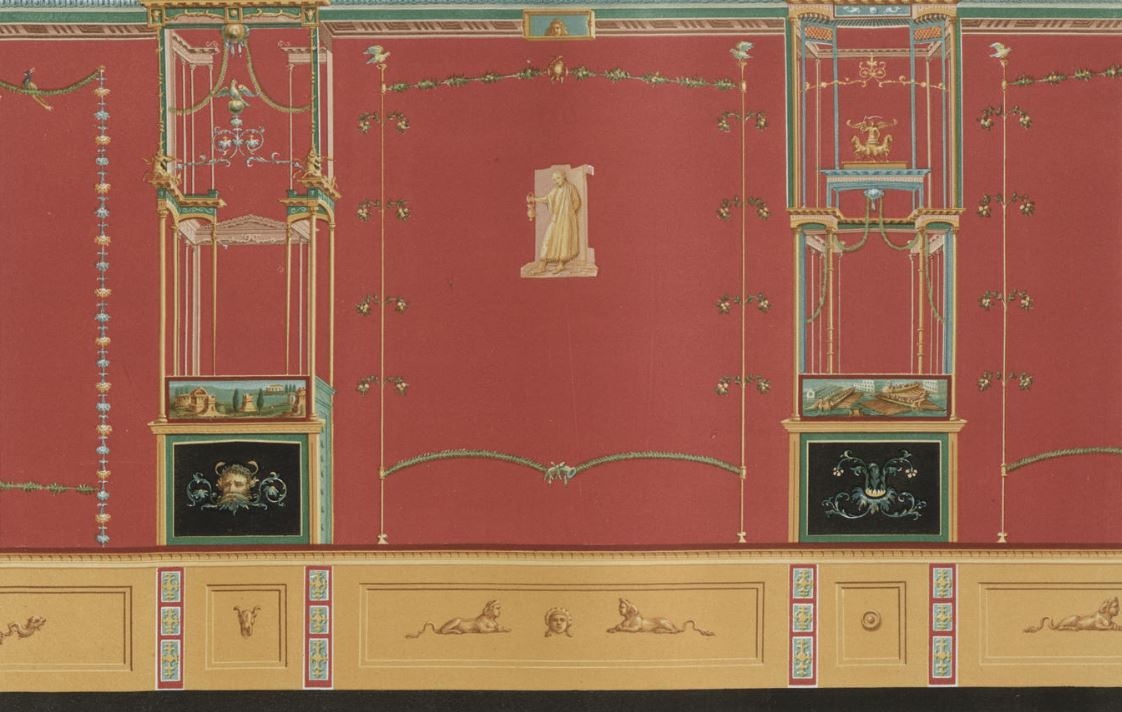
Wandschema im vierten Stil im Portikus
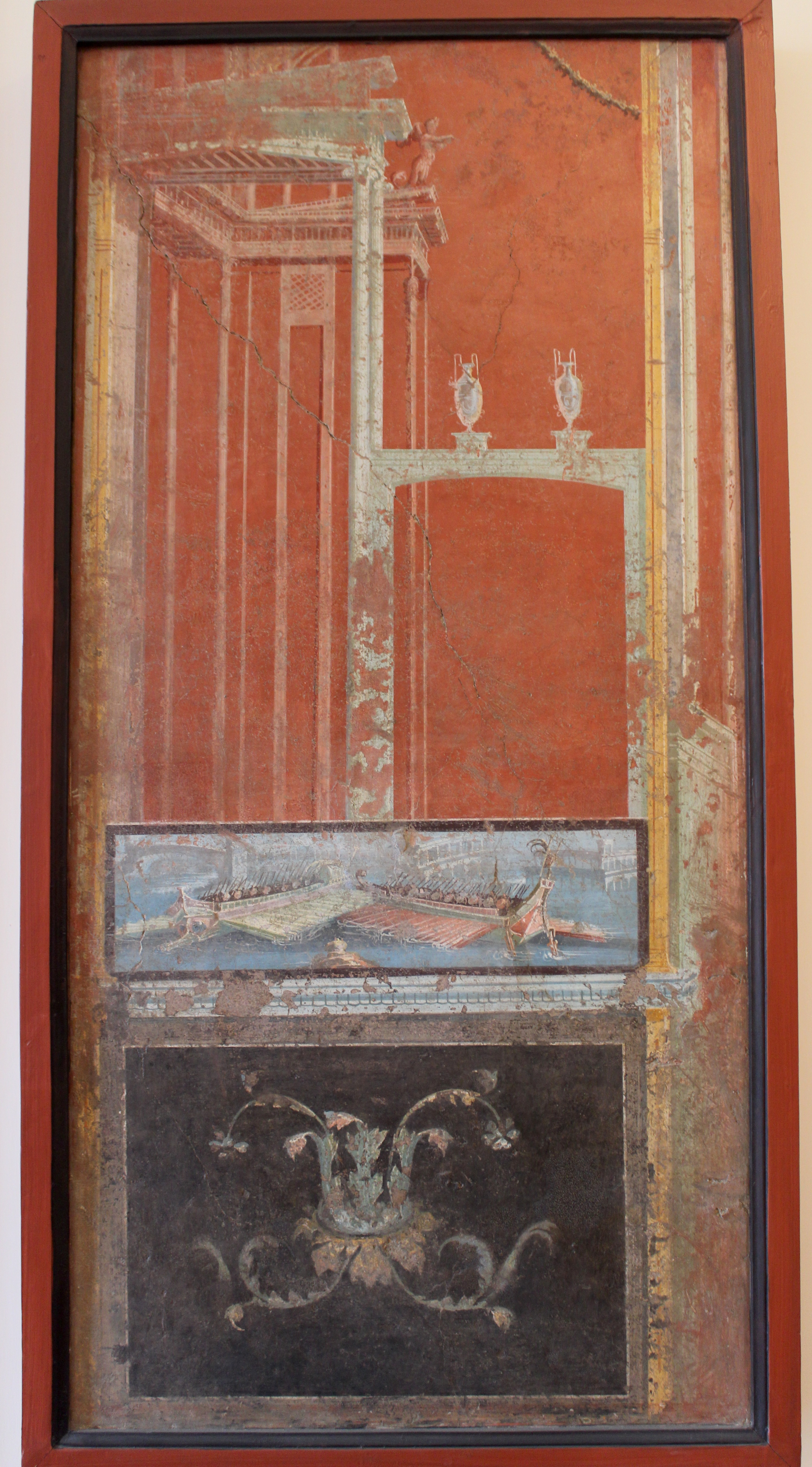
Architektur
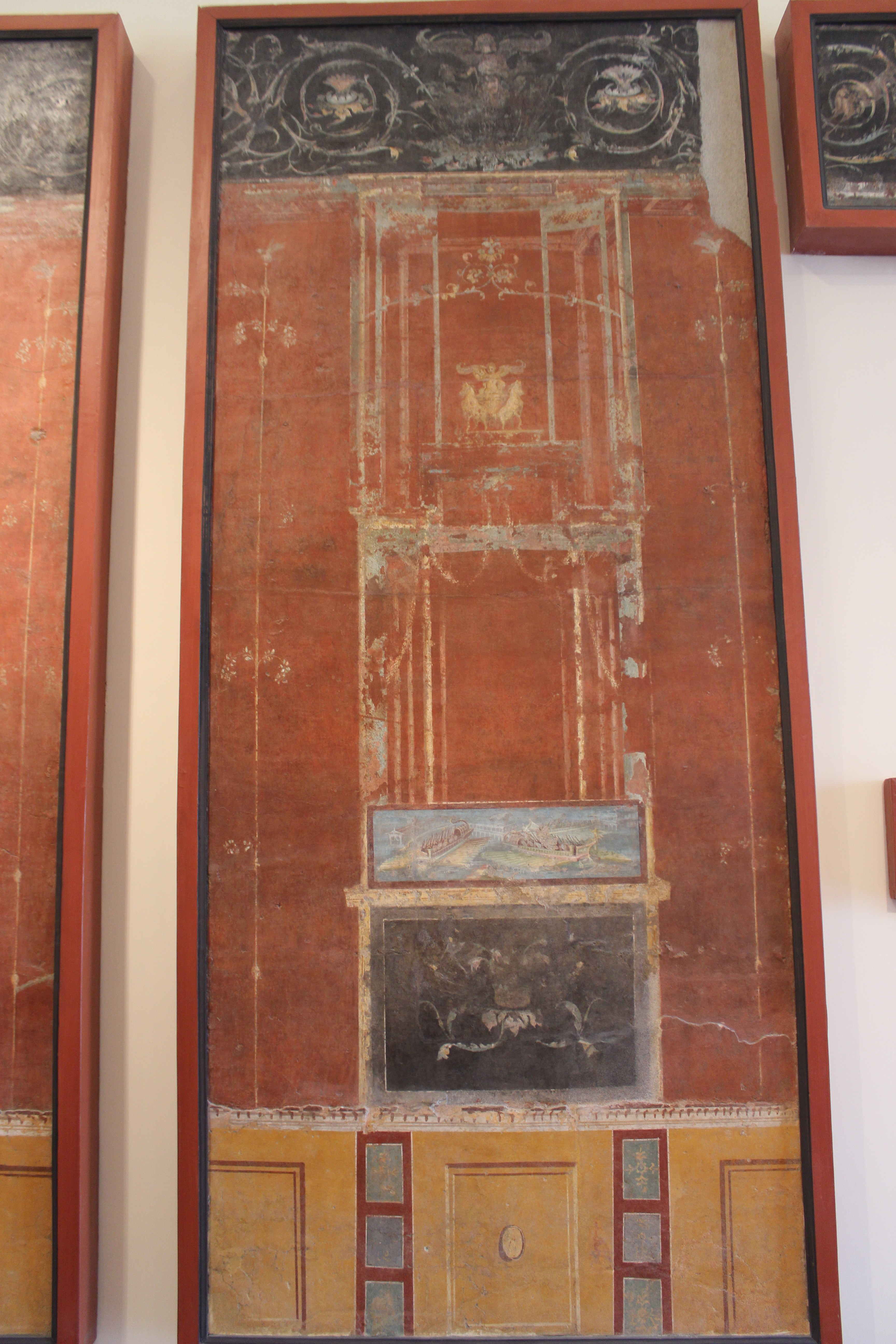
Architektur
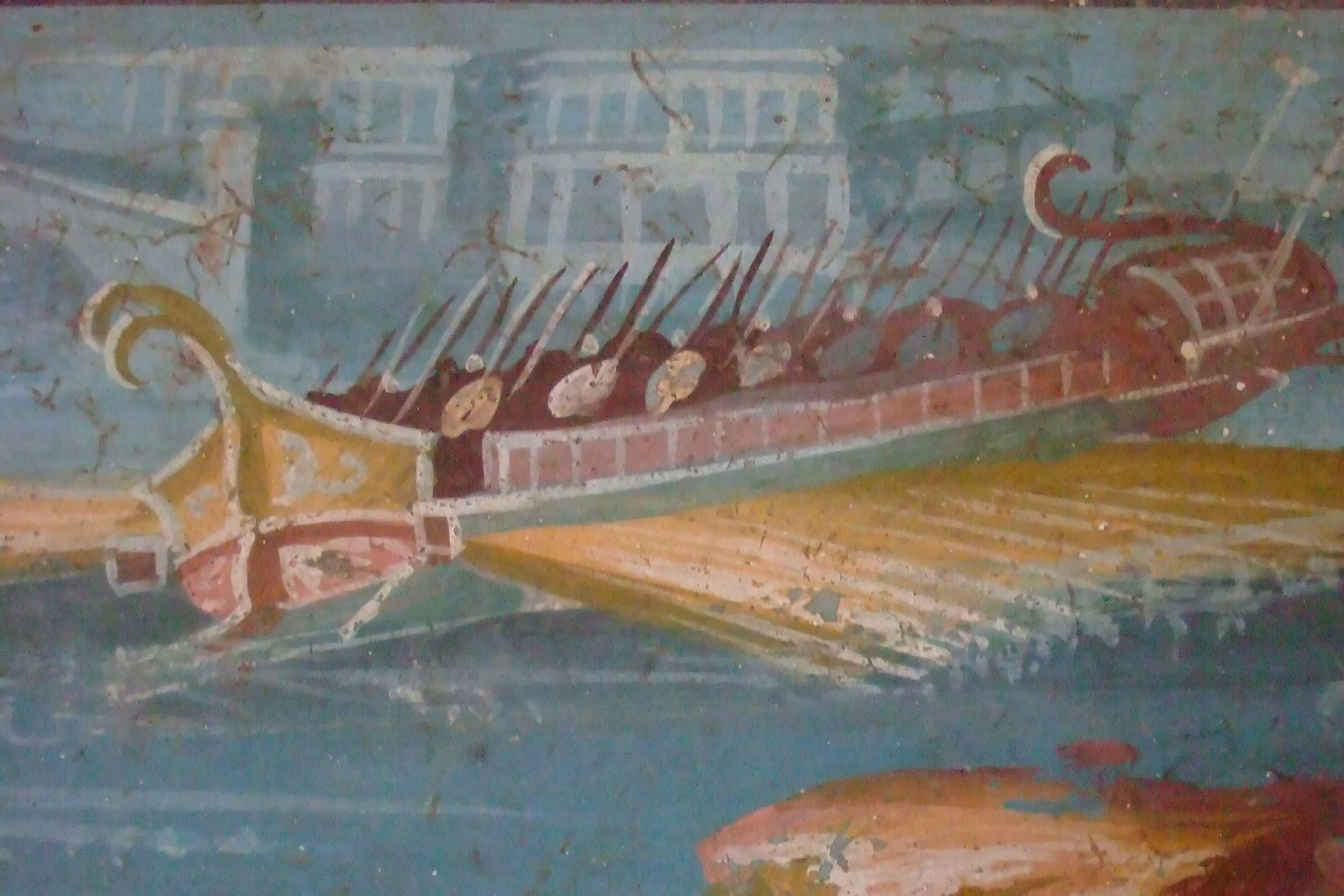
Kriegsschiff
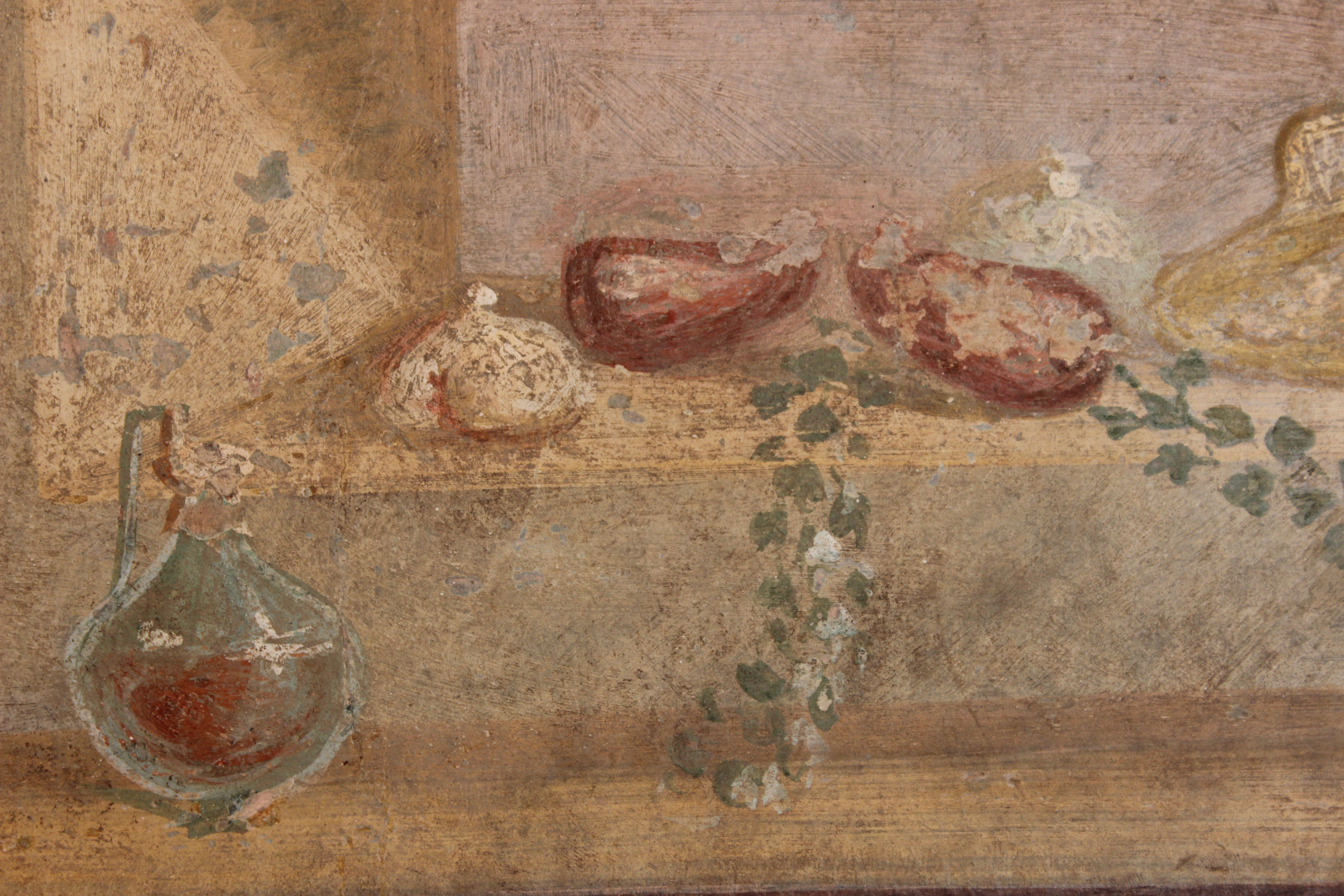
Stillleben
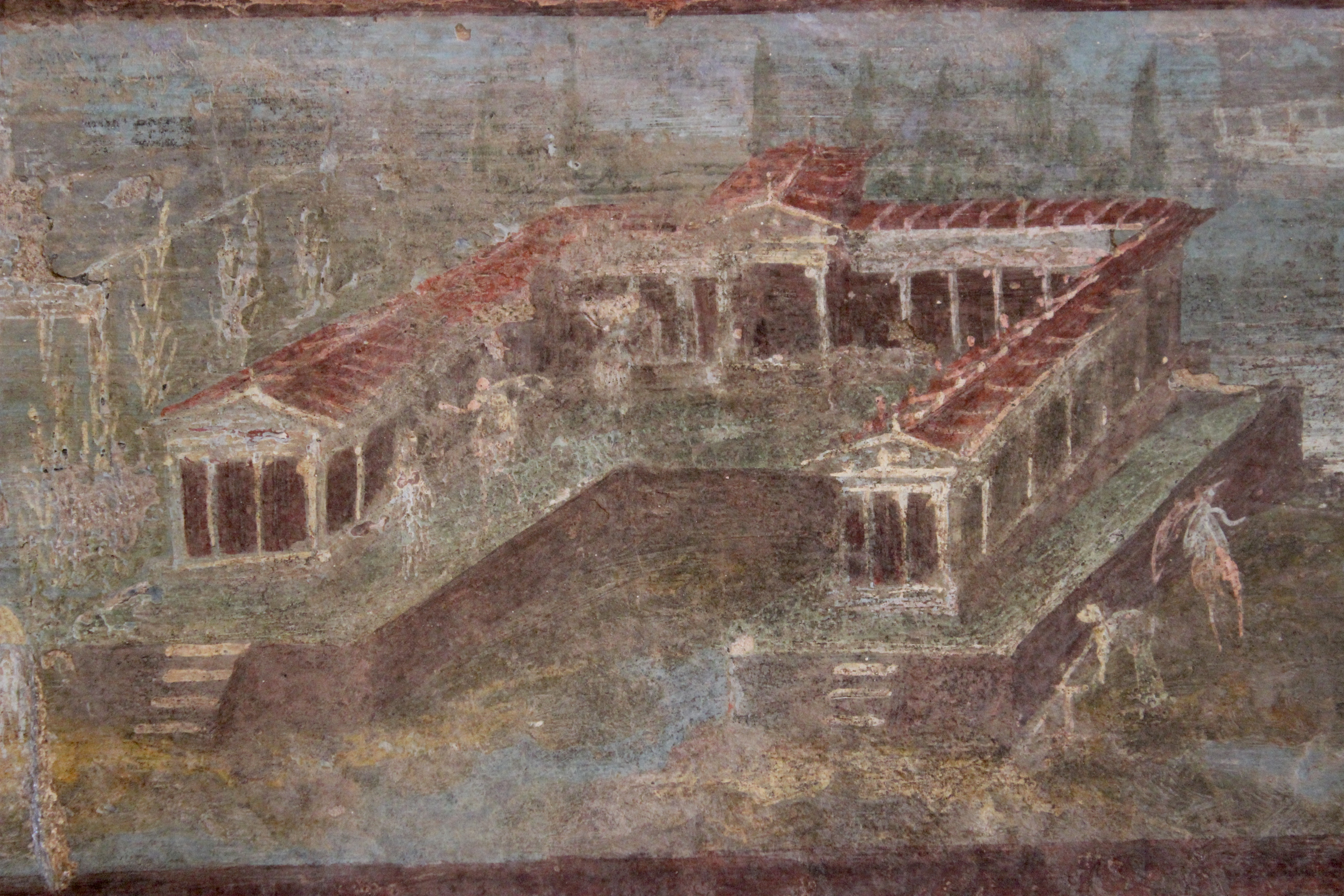
Landschaft mit Villa
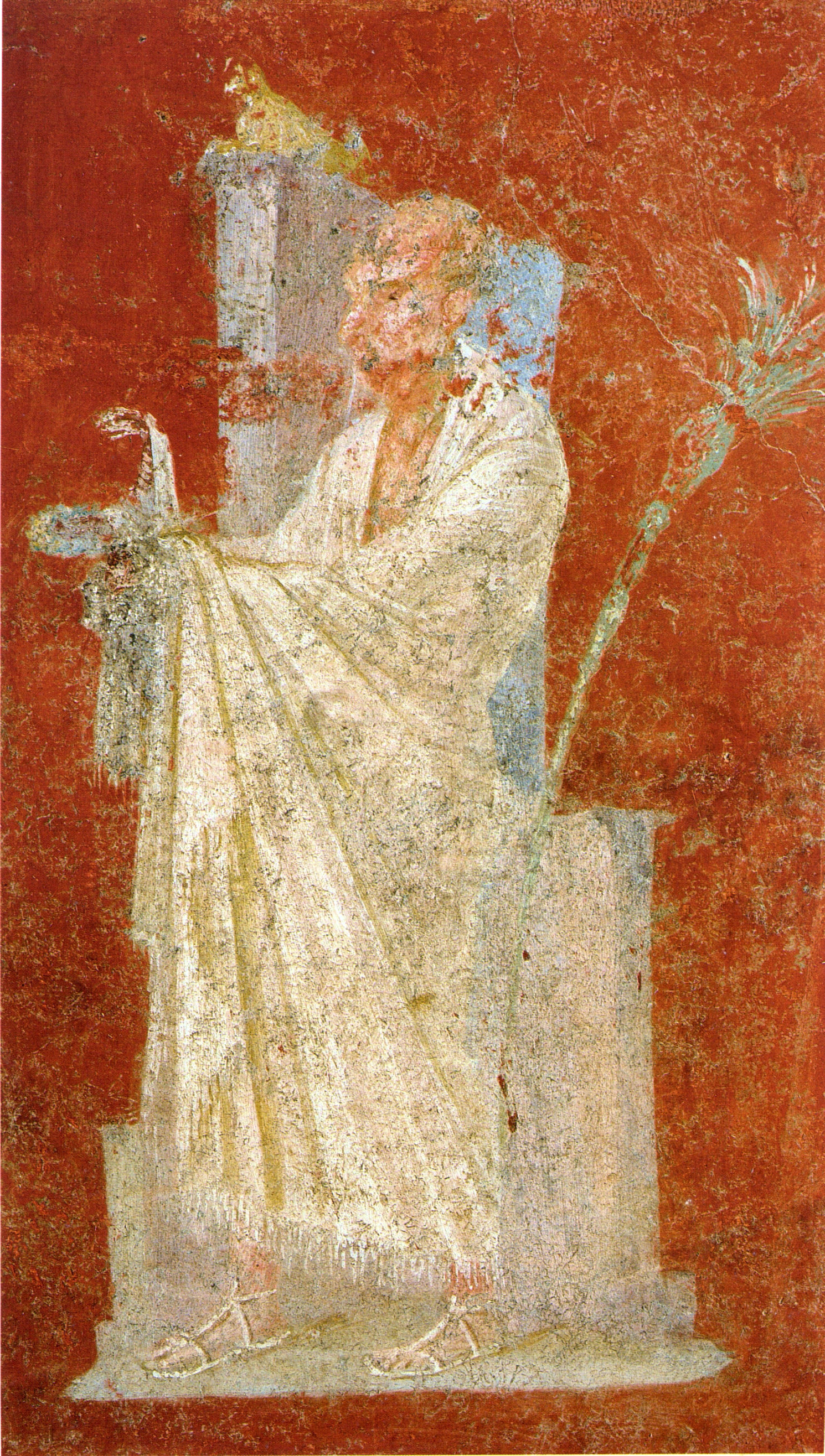
Priester

### Wandmalereien aus dem Ekklesiasterion
Der Eingangsbereich zum Ekklesiasterion hat Pfeiler, die auf den Innenseiten Kandelaber auf weißem Grund mit Figuren von Isis und Priestern gekrönt zeigen. Das eigentliche Ekklesiasterion zeigte ähnliche Malereien wie die Säulenhallen. Die Felder zwischen den Architekturen enthielten großangelegte Landschaften. Es gibt vereinzelten ägyptische Motive, aber im Allgemeinen folgen diese Szenen Landschaften, die auch aus anderen pompejanischen Häusern bekannt sind. Die trennenden Architekturen hatten robust gemalte Säulen. Zwei mythologische Szenen sind erhalten, in denen jeweils Io eine bedeutende Rolle spielt. Die Oberzone in den Malereien war schon bei der Auffindung verloren. Insgesamt sind die Malereien von hoher Qualität, unterscheiden sich aber wenig von anderen Malereien aus gleichzeitigen Wohnhäusern.

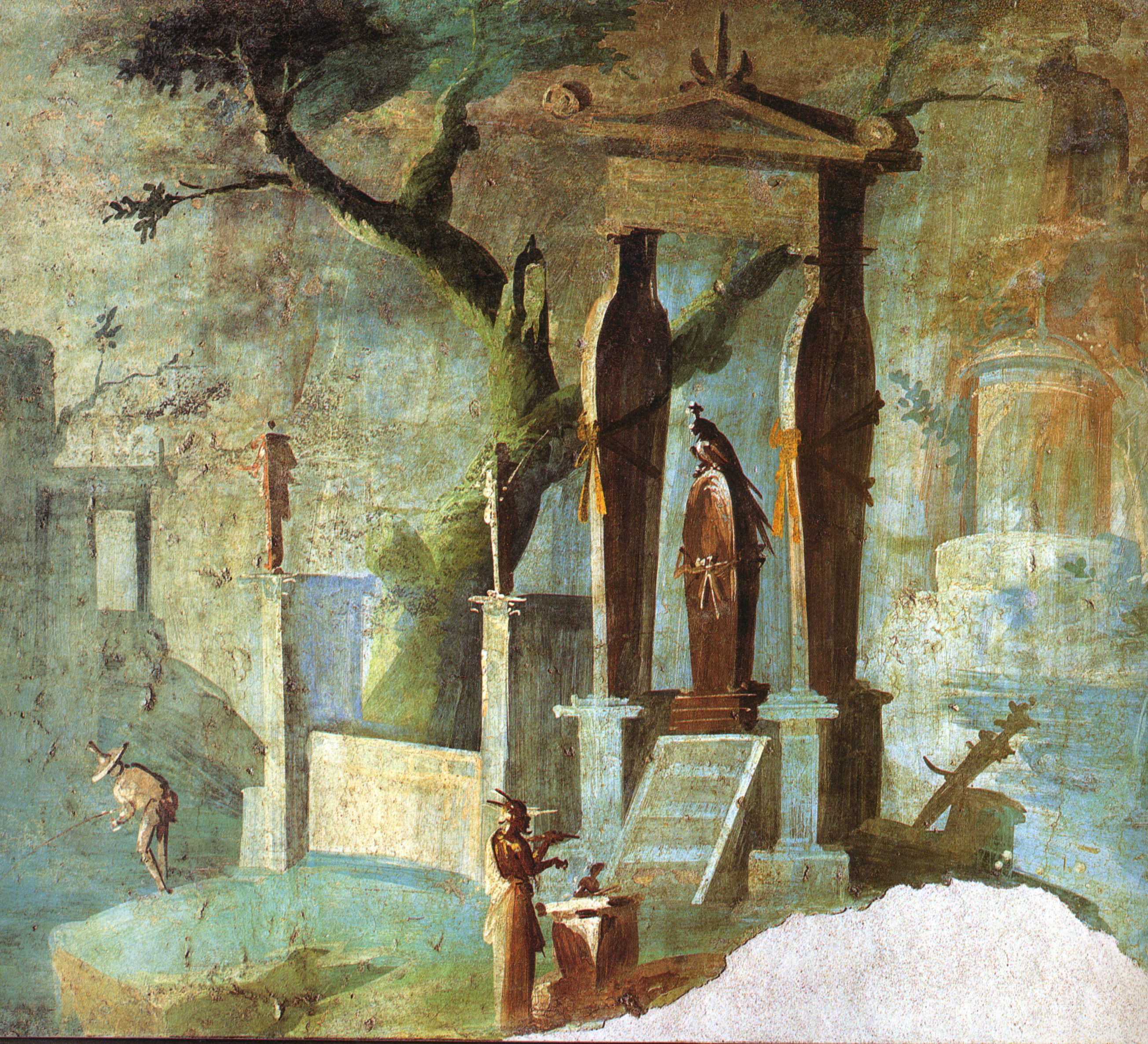
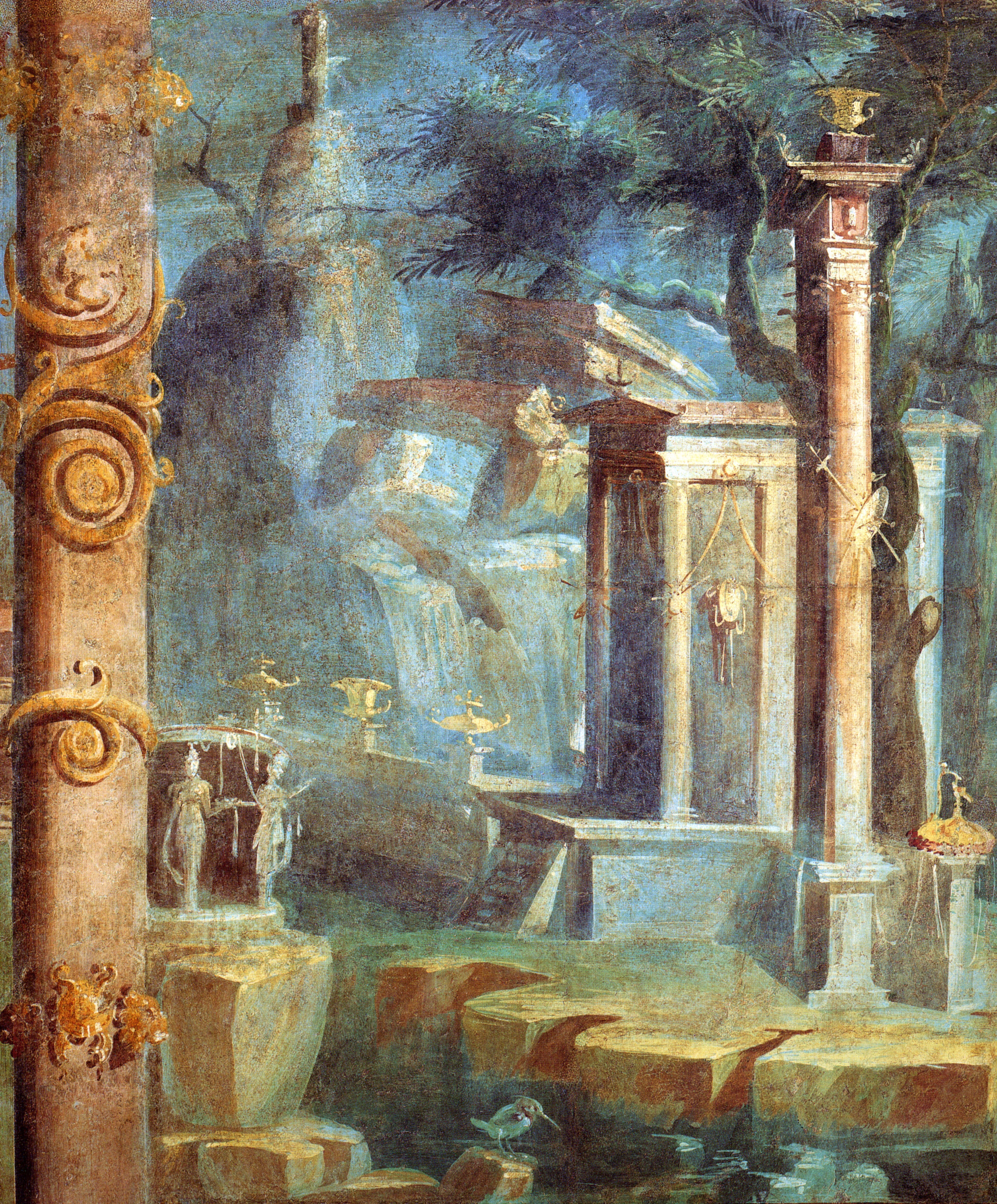
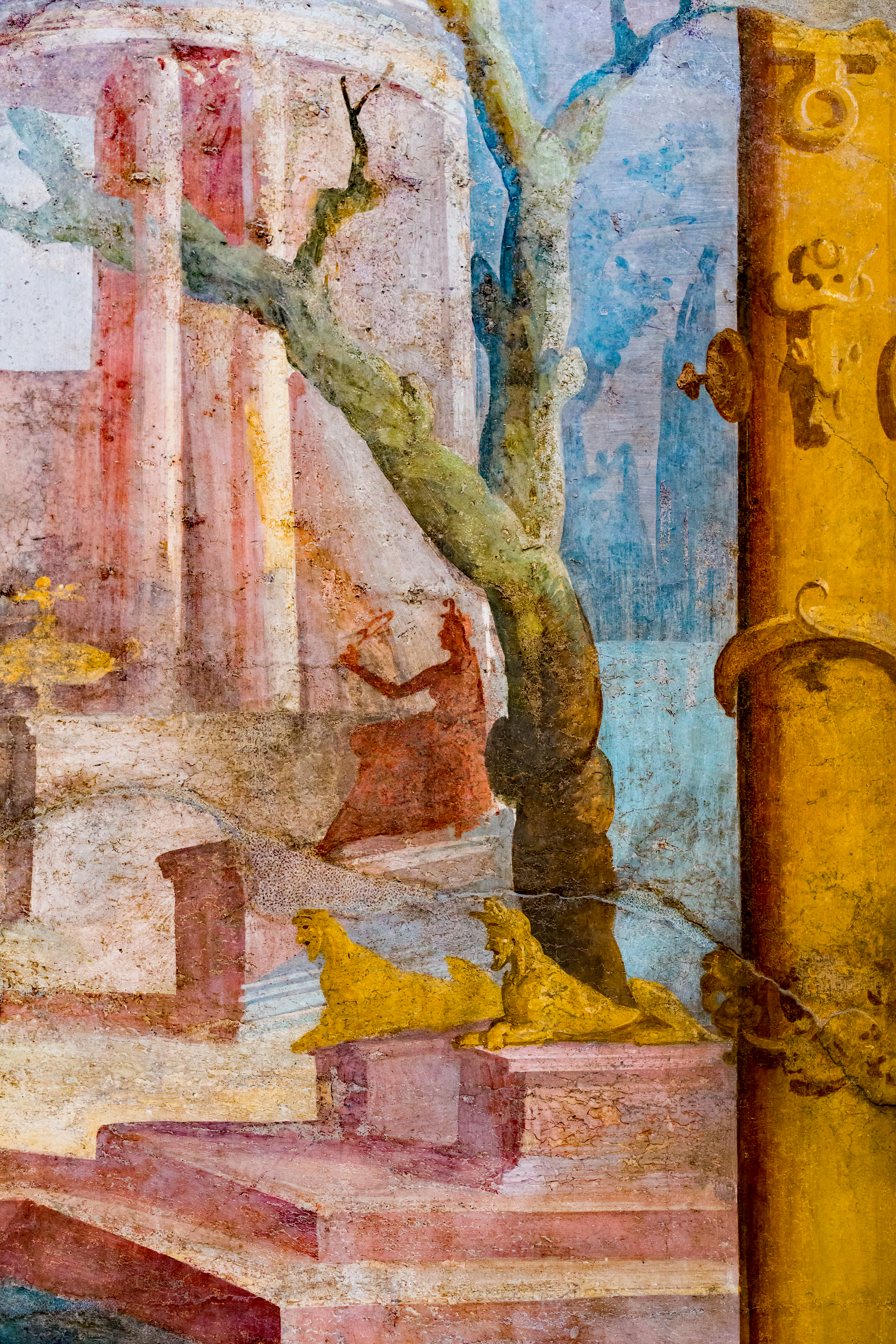
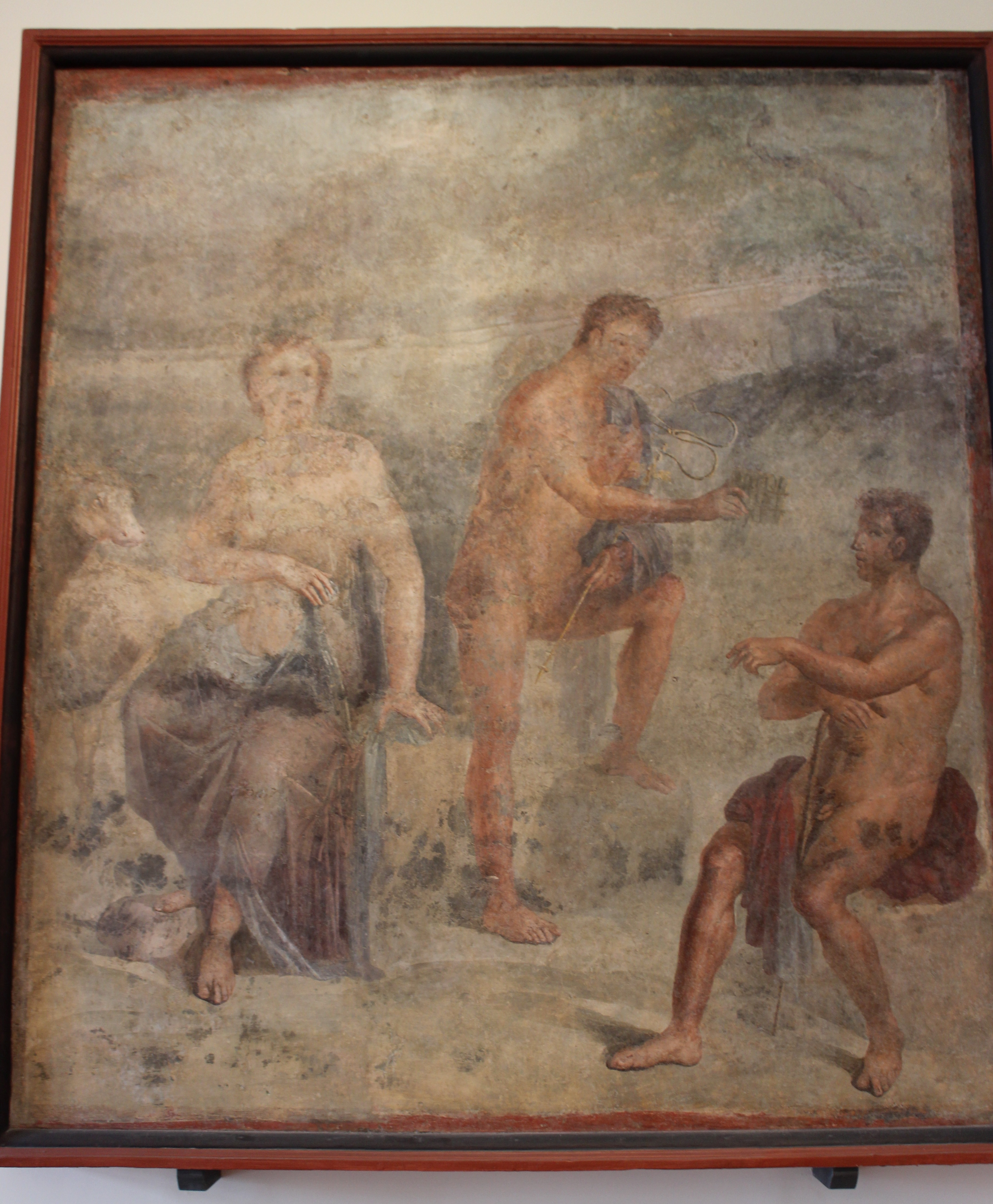
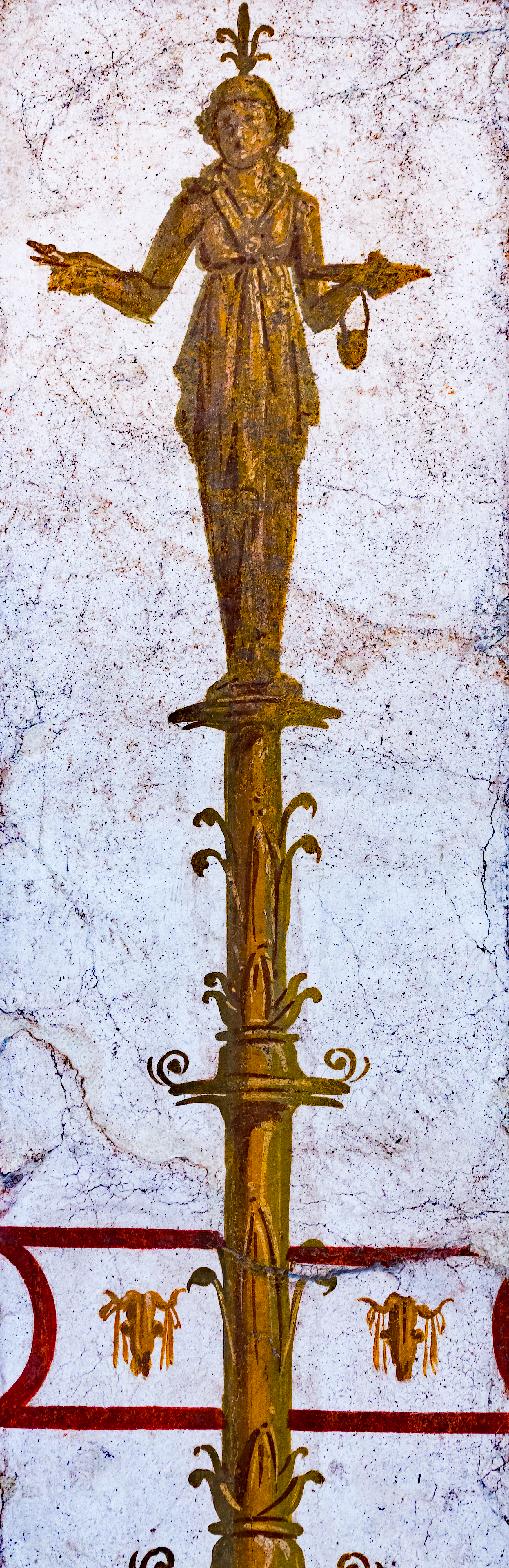
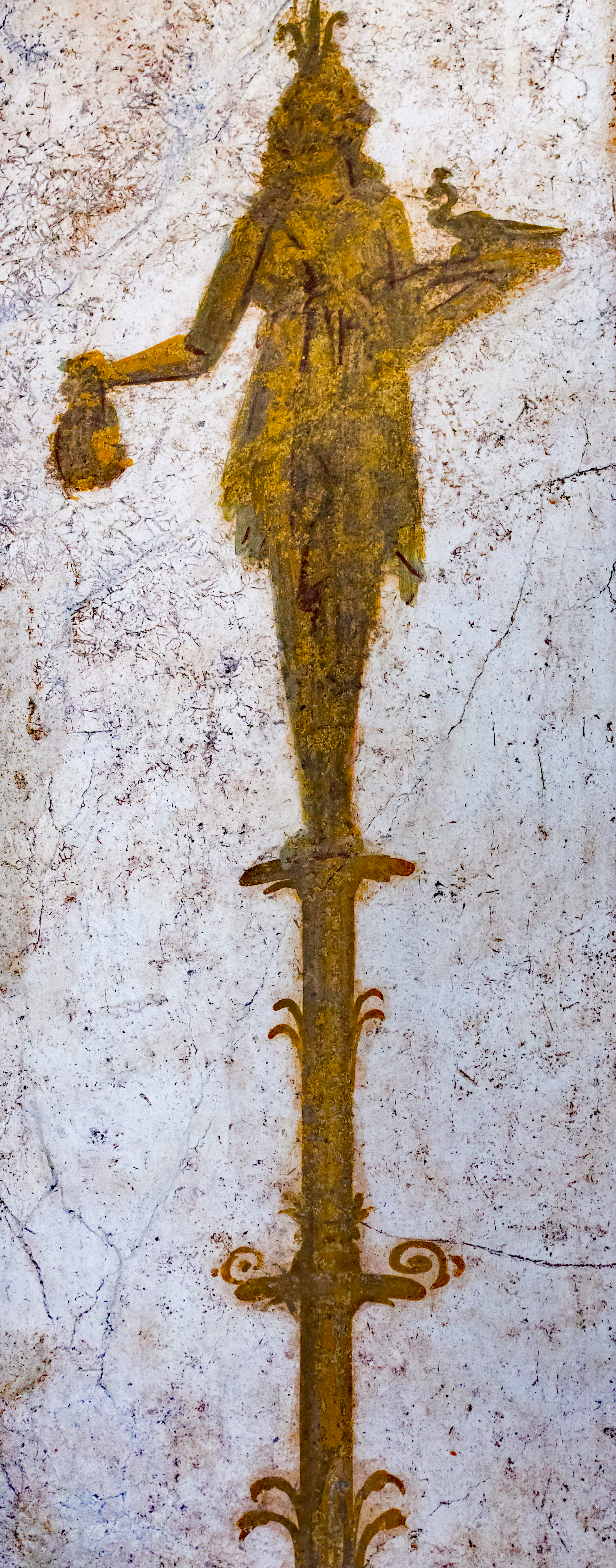

Die Malereien in dem sich südlich anschließenden Raum, der direkt an das Theater grenzt, sind dagegen ganz anders. Hier fanden sich großfigürliche Darstellungen von diversen Gottheiten. Die Wände sind nicht gegliedert, sondern die Figuren befinden sich auf dem weißen Hintergrund. Die Farbpalette ist klein, rot, braun und gelb sind fast die einzigen Farben. Der neapolitanische Staatsmann Bernardo Tanucci veranlasste, dass diese Malereien von der Wand genommen wurden, während der damalige Museumsdirektor Giuseppe Canart sie für unwichtig hielt und sie vor Ort belassen wollte. Die Westwand zeigte Isis und Osiris auf einem Thron sitzend. Neben Isis waren ein Skarabäus, ein Löwe und zwei Kobras wiedergegeben. Neben Osiris waren auch zwei Kobras gemalt. Die lange Nordwand, zeigt Bes auf einem Thron sitzend. Daneben sieht man Isis auf einem Boot wie sie Osiris entdeckt, dessen Reste sich in einem Kasten auf einem weiteren Boot befinden. Große Köpfe flankieren die Szene. Darunter finden sich wiederum Kobras dargestellt. Auf der Ostwand war der Apisstier dargestellt.
Insgesamt haben die Malereien ein hohes Niveau. Es waren hier also geübte Maler am Werk. Ägyptisch Blau und Violet, zwei teure Farben, fehlen jedoch. Die Auftraggeber, offensichtlich Freigelassene der Popidii-Familie, waren wohlhabend, aber nicht übermäßig reich. Von ägyptischen Motiven abgesehen, sind die Dekorationsschemata in Portikus und Ekklesiasterion typisch für den vierten Stil. Vergleichbare Malereien sind auch in Wohnhäusern zu finden. Nur die Malereien in dem an dem Theater grenzenden Raum sind anders. Die Wände dort sind nicht gegliedert. Das Farbspektrum ist begrenzt. Die Darstellung von Kriegsschiffen in den Portiken scheint merkwürdig und es gibt verschiedene Erklärungsversuche, die jedoch alle wenig überzeugen. Jährlich fand ein Fest zu Ehren der Isis statt, bei dem auch Boote eine Rolle spielten. Besonders Kaufleute im Seehandel verehrten Isis. Eine Verbindung scheint jedoch in beiden Fällen unwahrscheinlich, da eindeutig Kriegsschiffe und keine Handelsschiffe dargestellt sind. Die Kriegsschiffe mögen dagegen ein Hinweis auf die Seeschlacht von Actium sein, in der Augustus die Ägypter besiegte. Die Mahlzeiten in den Stillleben sind als Opfer für Isis interpretiert worden. Allerdings sind solche Bilder grundsätzlich sehr häufig in Pompeji, so dass man den Eindruck gewinnt, dass viele Bilder in den Malereien aus einem Standardprogramm von Motiven genommen wurden, ohne Bezug zum Tempel.

## Funde

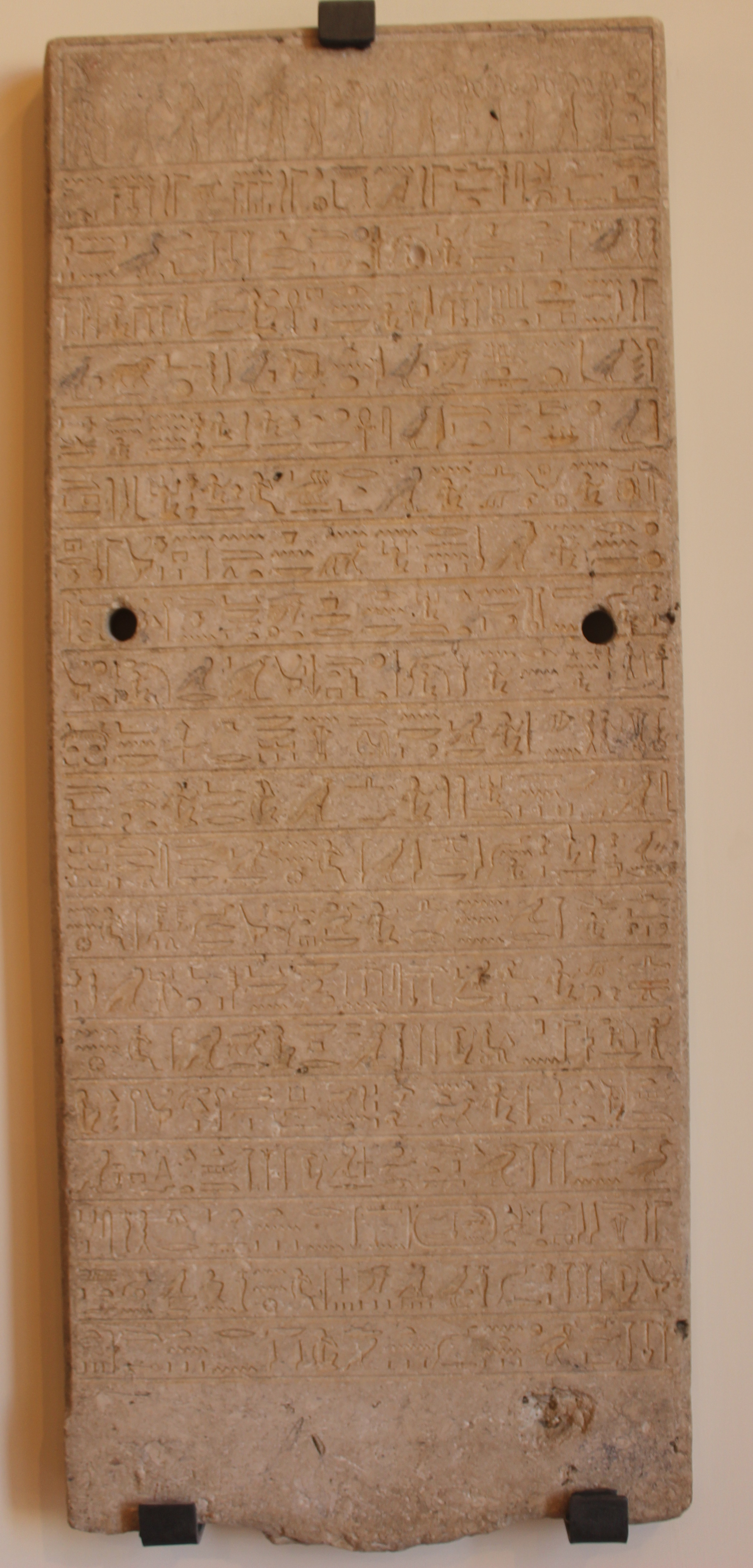
Inschrift des Sematauitefnacht

Der Tempelkomplex war reich an Funden. Darunter befinden sich diverse ägyptische Objekte, die in römischer Zeit schon mehrere hundert Jahre alt waren. Es gibt zahlreiche Statuen und viele kleinere Objekte, die als Votivgaben anzusprechen sind. Hinter dem Tempel wurden Kopf, Hände und die vorderen Teile der Füße eines Akroliths gefunden. Die Statue stellte Isis sitzend dar. Die verlorenen Teile bestanden wohl aus Holz, Stoff und Metall. Ob es sich um die Kultstatue handelte, ist nicht gesichert. Sie mag einst auch im Ekklesiasterion gestanden haben. Ein Stein trägt eine Inschrift mit ägyptischen Hieroglyphen und stammt sicherlich aus Ägypten. Die Steintafel war vielleicht einst Teil einer Statue. Der Text berichtet, dass sich Sematauitefnacht, Priester und Giftheiler aus Herakleopolis Magna, bei Harsaphes dafür bedankt, dass er beim Angriff der Griechen unter Alexander dem Großen von dem Gott beschützt worden sei. Nur eine Statue der Isis aus dem Tempel ist vollständig erhalten (Neapel Inv. Nr. 976). Sie ist 1 m hoch und aus weißen Marmor gearbeitet. Es gibt Reste von Vergoldung. Die Göttin ist stehend dargestellt und trug in ihrer rechten Hand einst ein Sistrum aus Metall, das heute aber fehlt. In der Linken hält sie ein Symbol des Lebens. Die Haare sind mit einer Girlande geschmückt. Ihr langes Gewand hat einen Gürtel, der mit Schlangen dekoriert ist. Der Stil des Werkes ist gewollt archaisch. Eine 75 cm hohe Marmorstatue der Venus vom Typ der Anadyomene kopiert ein griechisches Vorbild, ist aber eine eher anspruchslose Arbeit.
Die Statue des Bacchus, die sich in einer Nische in der Rückwand des Tempels fand (heute steht dort eine Kopie), ist 1,05 m hoch und aus Marmor gearbeitet. Sie zeigt den jungen Gott, wie er Wein in das Maul eines Panthers gießt. Diese Ikonografie ist gut von anderen Darstellungen des Gottes in der Rundplastik und im Flachbild bekannt. Bacchus/Dionysos wurde mit dem ägyptischen Gott Osiris, dem Gemahl der Isis, identifiziert, was seine Statue im Isis-Tempel erklärt. Auf der Statue findet sich eine kurz Weihinschrift auf Kosten des (Freigelassenen) N. Popidius Ampliatus. Bei ihm handelt es sich wahrscheinlich um den wahren Erbauer des Isis-Tempels, denn Numerius Popidius Celsinus, der in der Weihinschrift am Eingang genannt wird, war nach dieser Inschrift erst 6 Jahre alt, als er den Tempel errichten ließ. N. Popidius Ampliatus war Freigelassener und konnte deshalb nicht in der Versammlung der Dekurien aufgenommen werden. Sein Sohn war aber frei geboren und konnte deshalb für den Vater der Versammlung beitreten. Dies scheint ungewöhnlich, vergleichbare Fälle sind jedoch bekannt.
Die beschriftete Herme des Gaius Norbanus Sorex datiert an das Ende des ersten vorchristlichen oder in die erste Hälfte des ersten nachchristlichen Jahrhunderts. Sie fand in der Südwestecke des Portikus, was aber nicht in originaler Standort war, nach der Inschrift muss sie vorher woander gestanden haben. Gaius Norbanus Sorex ist auch von anderen Inschriften in Pompeji bekannt. Bronzeporträts sind ansonsten sehr selten in der Stadt.

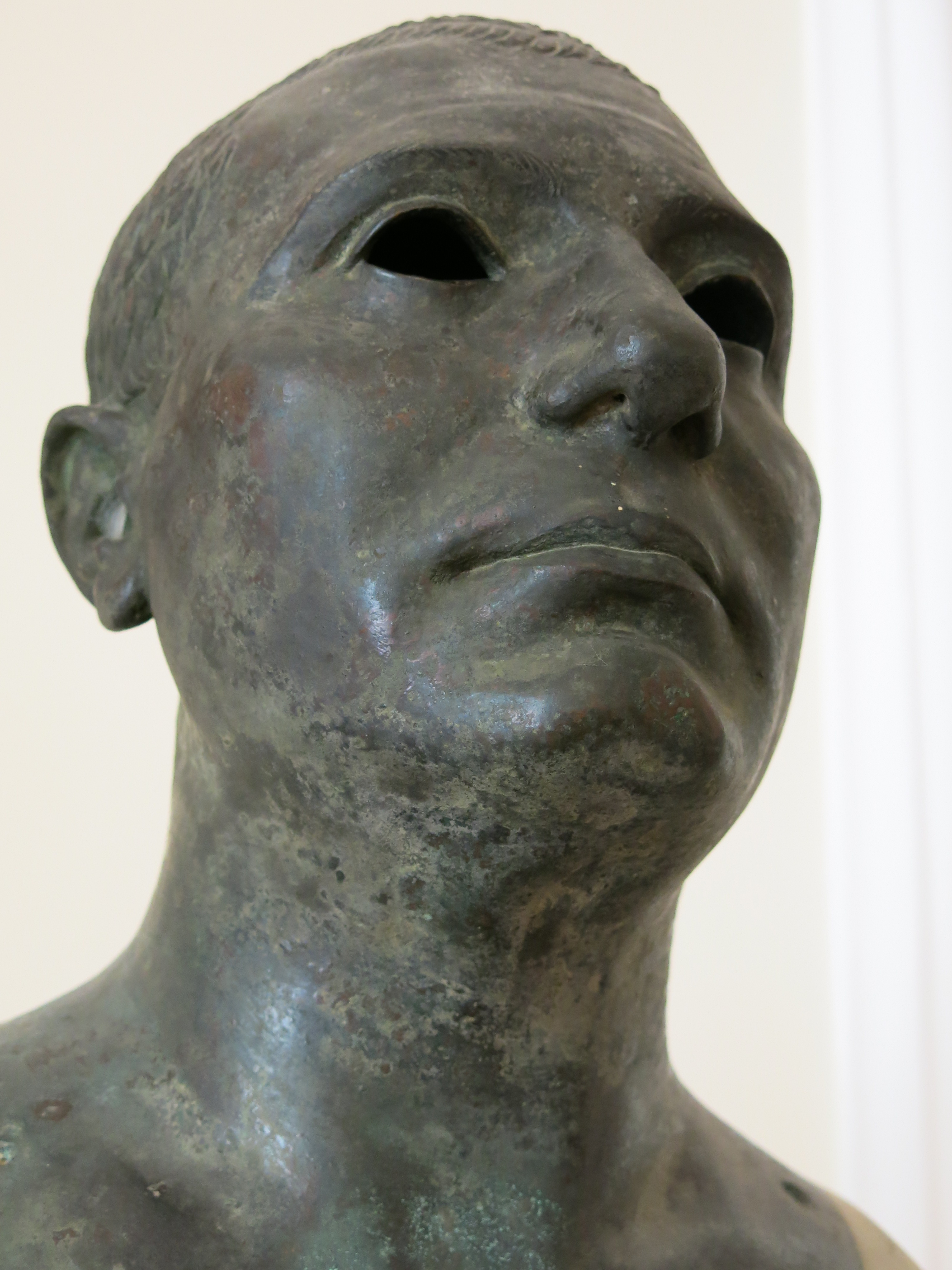
Herme des Gaius Norbanus Sorex
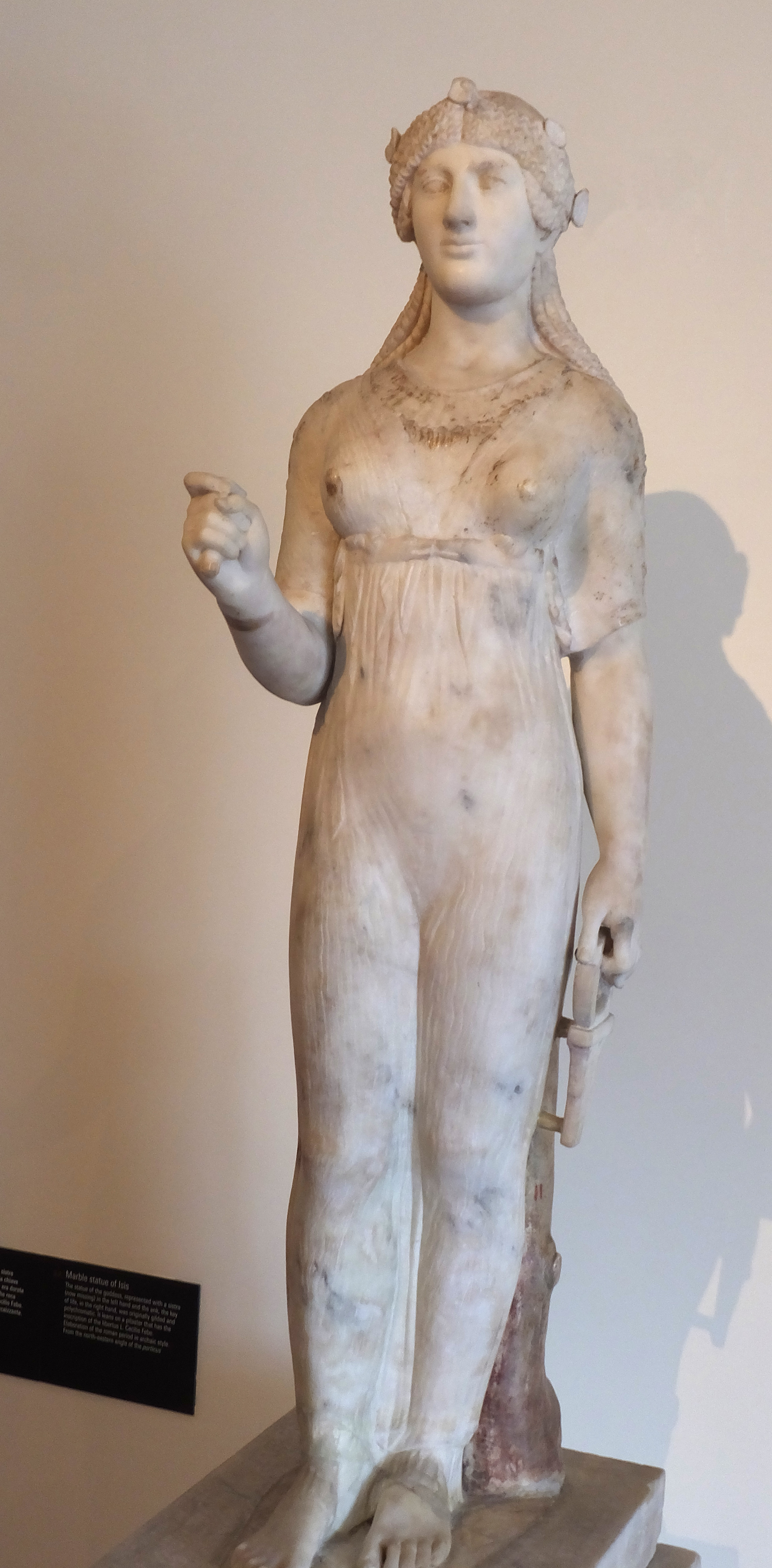
Statue der Isis
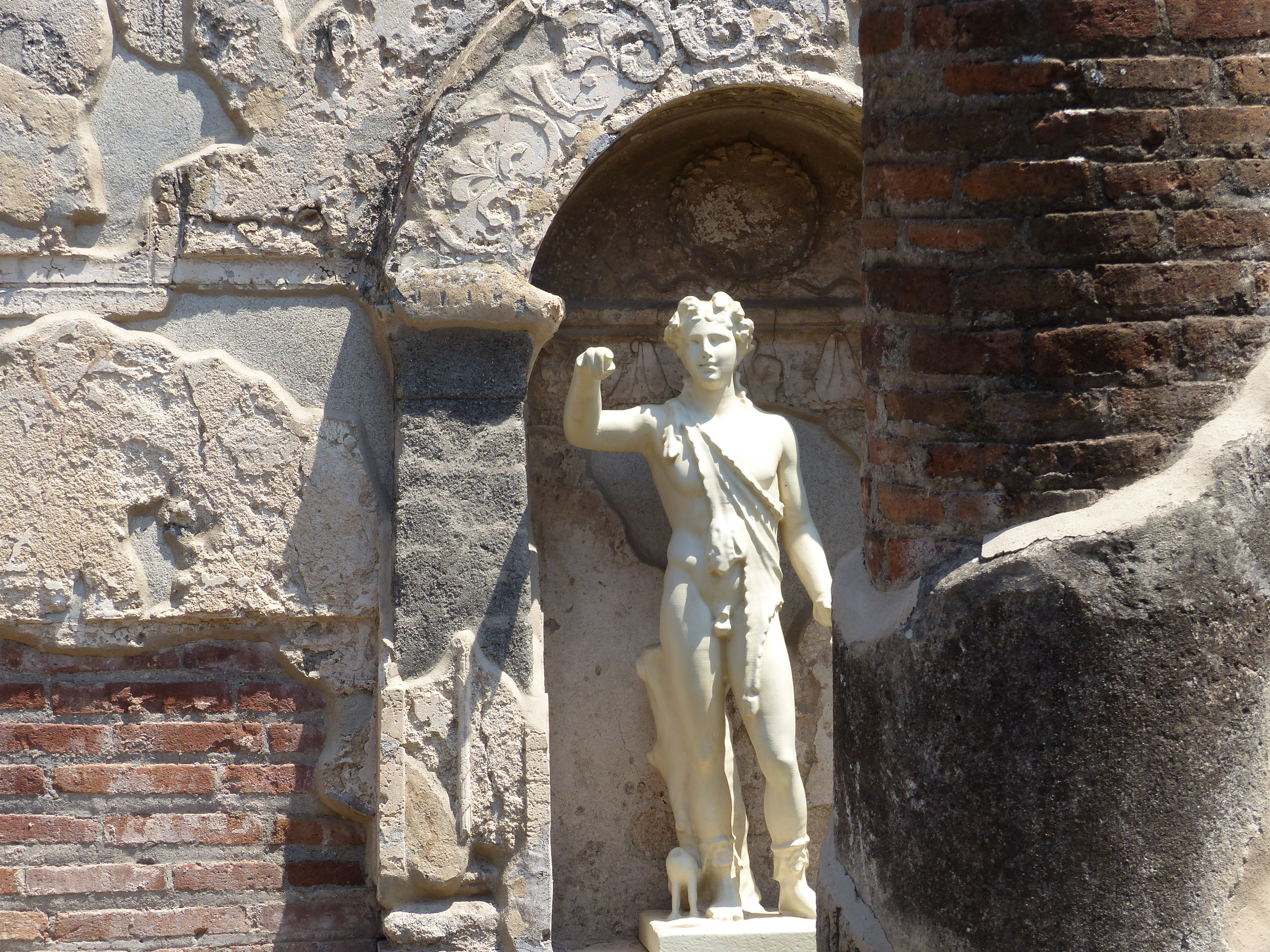
Statue des Bacchus (moderne Kopie)

## Rezeption
Mozart besuchte den Tempel kurz nach der Auffindung (1769/70), was ihn vermutlich zur Zauberflöte inspirierte. Nach der Entdeckung wurden verschiedene, zum Teil aufwendige Modelle des Tempels angefertigt. In dem 1834 erschienenen Roman Die letzten Tage von Pompeji von Edward Bulwer-Lytton spielt der Isis-Tempel eine entscheidende Rolle.
Teile der Wandmalereien und ein Großteil der Funde wurden kurz nach der Grabung in den Königspalast Portici gebracht und später in das 1787 gegründete Archäologische Nationalmuseum Neapel überführt.